# Totalstation
En totalstation er et præcisionsinstrument der ved hjælp af afstandsmåling og vinkelmåling benyttes til at bestemme punkters placering. Hvis instrumentet sættes op og orienteres i et kendt koordinatsystem, vil det kunne beregne koordinater til sigtepunkter. Ligeledes vil indbyggede programmer kunne hjælpe med at afsætte et punkt med et kendt koordinatsæt, eller specialprogrammer kan hjælpe med andre afsætnings- og opmålingsopgaver, fx at afsætte punkter relativt til en linje.
En totalstation står typisk på et treben (stativ), skal sigte til et prisme, reflekterende tape eller faste objekter (afhængig af hvor avanceret udstyret er), og kan i nogle tilfælde fjernbetjenes.
Instrumentet sættes op, justeres til vandret, justeres eventuelt ind over et kendt punkt hvortil højden beregnes, og der sigtes og tages målinger til tilstrækkeligt mange kendte punkter til at instrumentet kan beregne sin egen placering og orientering med tilfredsstillende nøjagtighed. Herefter kan sigtes til prisme eller andet, og afsætning og opmåling foretages.